# 謝金晶
謝金晶（1986年8月16日—），本名謝耕玉，臺灣高雄人，是一位臺灣台語歌手。豬哥亮的么女。2014年，經由父親豬哥亮介紹給豪記唱片董事長而出道。

## 經歷
高中畢業後因為喜歡美甲，於是從學徒學起，開始接觸美甲，當了兩年美甲師，還曾參加比賽得到亞軍，大學畢業後，到醫學美容診所擔任櫃台諮詢師，後來診所休業了，不知要再找什麼工作時，黃西田妻子陳靜子知道她會唱歌，在她引薦下，介紹到草屯駐唱 。

### 發掘
2013年被資深藝人康弘簽下，在其經營的南投草屯台灣演藝坊駐唱，並幫她另取了藝名「謝金晶」，盼她一閃一閃亮晶晶，要幫她發片，之後被媒體發掘，便與父親相認。

### 出道
2014年9月1日正式加盟豪記唱片，當天舉行加盟唱片記者會，爸爸豬哥亮到場祝賀。

### 父親癌逝
2017年5月12日前往印尼為四角芭鎮海宮雲府王千秋演出，演出前不忘去祈求神明保祐父親，演出後又獨自再次求神，希望庇祐父親度過這次生死關。2017年5月15日清晨，豬哥亮因癌症引發肝衰竭，睡夢中辭世，5時10分確認病逝，享壽70歲。友人透露謝金晶本來很掙扎是否依約前往印尼四角芭鎮海宮演出，但因父親的希望與同意之下才出發。本預計5月15日回台，人在印尼商演的她完全沒有心理準備爸爸會突然離世，隨後從印尼趕回台灣，其重逢豬哥亮才3年，無緣錯失見爸爸最後一面，含淚奔喪爬進靈堂。秀蘭瑪雅前往豬哥亮靈堂弔唁，透露謝金晶在豬哥亮未裝人工造口時，嚴重便秘，有時排便困難時，謝金晶甚至盡孝不嫌髒，親自赤手替豬哥亮通便，孝父苦心讓她很感動。

## 音樂作品

### 個人專輯
| 專輯 # | 專輯資料                                                      | 曲目 |
| ------ | ------------------------------------------------------------- | --- |
| 1st    | 《思念你的心》 - 發行日期：2014年10月3日 - 唱片公司：豪記唱片 | 曲目 1. 天地無目啁 2. 思念你的心 3. 今夜想你 4. 雨後的彩虹 5. 姊妹ㄚ伴 6. 紡見的心 7. 離家出走 8. 你變了 9. 牽著你（VS翁立友） 10. 感謝我有你（VS羅時豐） |
| 2nd    | 《我的爸爸》 - 發行日期：2015年12月8日 - 唱片公司：豪記唱片   | 曲目 1. 我的爸爸 2. 甲妳惜命命（VS翁立友） 3. 等待你返來 4. 思念的海湧 5. 嘟嘟好 6. 感情乎你贏 7. 愛不是罪 8. 永遠只愛你 9. 真愛（VS楊哲） 10. 愛滿滿     |
| 3rd    | 《為你貼心肝》 - 發行日期：2017年1月24日 - 唱片公司：豪記唱片 | 曲目 1. 人生擂台 2. 為你貼心肝（VS翁立友） 3. 心願 4. 等無你的愛 5. 送我玫瑰花 6. 月娘的心肝 7. 愛到最後 8. 為你貼心肝(電影版)                            |
| 4th    | 《放心》 - 發行日期：2017年10月31日 - 唱片公司：豪記唱片      | 曲目 1. 一生最愛你 2. 放心 3. 我又想你了 4. 幸福的代誌 5. 小誤會 6. 阿嬤 7. 為你付出 8. 對阮愛一半                                                        |
| 5th    | 《月娘的情話》 - 發行日期：2018年11月6日 - 唱片公司：豪記唱片 | 曲目 1. 愛阮有多少 2. 月娘的情話（VS翁立友） 3. 為情癡 4. 等待你的愛 5. 心無別人 6. 越來越愛你 7. 愛你的心事                                              |
| 6th    | 《鬥牛舞》 - 發行日期：2019年11月26日 - 唱片公司：豪記唱片    | 曲目 1. 鬥牛舞 2. 冰紅茶 3. 卡布愛奇諾 4. 心花香 5. 心中鎖 6. 曖昧的探戈 7. 熱戀的情話 8. 愛人真難找                                                      |
| 7th    | 《星兒亮晶晶》 - 發行日期：2021年2月4日 - 唱片公司：豪記唱片  | 曲目 1. 星兒亮晶晶 2. 雨中的煙花 3. 仙妞麗達 4. 愛的紀念 5. 拉丁之戀 6. 自由戀愛 7. 命中註定 8. 愛阮到永遠                                                |
| 8th    | 《直直動》 - 發行日期：2022年9月6日 - 唱片公司：豪記唱片      | 曲目 1. 直直動 2. 划拳 3. 醜一 4. 好哩佳哉 5. 啾咪 6. 跳曼波 7. 白目仁 8. It`s over                                                                       |
| 9th    | 《搶頭香》 - 發行日期：2023年9月21日 - 唱片公司：豪記唱片     | 曲目 1. 搶頭香 2. 嗨蔘 3. 這次一定贏 4. 戀愛 5. Follow Me 6. 憨憨少女組 7. 好膽你來擠燒 8. 眾神保庇                                                       |
| 10th   | 《出運啦》 - 發行日期：2024年11月13日 - 唱片公司：豪記唱片    | 曲目 1. 出運啦 2. 心嘸願情不斷（VS葉諾帆） 3. 愛的小花蕊（VS葉諾帆） 4. 雞母餓餓 5. 玩膩 6. 興旺發 7. 麥問我 8. 傷心做伴                                  |

## 演出作品

### 電視劇
| 播出日期      | 播出頻道             | 劇名             | 飾演         |
| ------------- | -------------------- | ---------------- | ------------ |
| 2015年3月18日 | 華視                 | 愛你沒條件       | 陳麗珠       |
| 2017年8月5日  | 台視主頻、東森綜合台 | 我和我的四個男人 | 信徒（客串） |
| 2019年7月18日 | 華視                 | 鬥陣來鬧熱       | 小文         |

### 微電影
| 播出日期      | 劇名       | 飾演 |
| ------------- | ---------- | ---- |
| 2014年10月5日 | 思念你的心 | 女兒 |

## 廣告
- 2017年 國田興業「國田氣密窗」（特別演出）
- 2018年 財政部南區國稅局推廣雲端發票大使（與邱孟昊）[15]

## 愛心公益
親手製作『愛的提袋』作品，參加【2017第七屆夢想高飛公益慈善義賣展】

## 主持作品

### 大型主持活動
| 播出日期      | 電視台           | 節目                    | 主持人                                 |
| ------------- | ---------------- | ----------------------- | -------------------------------------- |
| 2017年1月27日 | 三立台灣台、華視 | 金雞獻瑞迎新春-豬事大吉 | 豬哥亮、澎恰恰、許效舜、苗可麗、謝金晶 |

### 廣播
- 亞洲廣播網 音樂亮晶晶
- 綠色和平廣播電台 音樂亮晶晶

## 外部連結
- 謝金晶Twinkling Ting的Facebook專頁
- 謝金晶的Instagram帳戶
- 謝金晶Ting的新浪微博
- YouTube上的謝金晶豪記官方專屬頻道頻道